# Charles Barbier de Meynard
Charles Adrien Casimir Barbier de Meynard (6. februar 1826 på et fra Konstantinopel hjemvendende skib nær Marseille - 30. marts 1908 i Paris) var en fransk orientalist.
Barbier de Meynard lagde sig 
tidligt i Paris efter østerlandske Sprog, i hvilke 
fl. Medlemmer af hans Slægt som Følge af 
Forbindelser med Østerlandene var vel 
bevandrede. B. blev Dragoman under det fr. 
Udenrigsministerium, 1850 i Jerusalem og 1854-56 i 
Teheran. Efter fortsatte Studier i Paris udgav 
B. 1861: Dictionnaire géografique, hist. et litt. 
de la Perse (paa Grundlag af Jaqut), blev 1863 
Prof. i Tyrkisk ved Læreanstalten i Paris for 
østerlandske levende Sprog, hvorfra han 1875 
forflyttedes til Colège de France som Prof. i 
Persisk, hvilket Fag han 1885 ombyttede med 
Arabisk; 1898 blev B. Forstander for den 
nævnte Læreanstalt for østerlandske levende 
Sprog. 1877 var han blevet Medlem af det fr. 
Institut. Efter Renan blev B. 1892 Præsident 
for Société Asiatique. Af hans talrige 
Oversættelser fra østerlandske Sprog og Afh. er hans 
Oversættelse af Macoudi’s Prairies d’Or, som 
han begyndte sammen med Pavet de Courteille, 
men fortsatte alene, en af vore Hovedkilder til 
Kendskab om og Forstaaelse af Østerlandene 
(1864-77). Man skylder ham ogsaa bl.a.: 
Supplement aux dictionnaires turcs (1881); 
Notice sur l’Arabie méridionale (efter et tyrk. 
Skr); Oversættelse af Les colliers d’Or og Les 
pensées de Zamaschari (en arab. Moralist) osv.